# Medicover
Medicover – międzynarodowa firma świadcząca usługi z zakresu zdrowia i wellbeingu, założona w 1995 roku w Szwecji, notowana na Sztokholmskiej Giełdzie Papierów Wartościowych. Siedziba w Polsce znajduje się przy Al. Jerozolimskich 96 w Warszawie. Obecnie największe rynki, na jakich działa firma, to: Polska, Niemcy, Rumunia i Indie. Medicover zapewnia szeroki zakres usług opieki zdrowotnej poprzez opiekę ambulatoryjną i specjalistyczną, sieć szpitali, laboratoriów oraz punktów pobrań krwi w ramach dwóch obszarów – Healthcare Services i Diagnostic Services.

## Medicover w Polsce
Na terenie Polski Medicover prowadzi centra medyczne, szpitale, centra stomatologiczne, kluby fitness i siłownie, salony optyczne, centra zdrowia psychicznego, kliniki leczenia niepłodności i apteki (2022).
Działalność Medicover w Polsce koncentruje się na szerokim zakresie usług od zdrowia po wellbeing. W portfolio firmy znajdują się usługi z zakresu profilaktyki i opieki ambulatoryjnej, specjalistycznej opieki zdrowotnej, innowacyjne usługi stomatologiczne, zaawansowane procedury in vitro, a także rozwiązania z zakresu wellbeingu, w tym oferta sportowa i dieta. Firma oferuje usługi zarówno w formie abonamentów medycznych, jak i na zasadzie płatności za pojedyncze świadczenia (FFS). Jest obecna we wszystkich regionach Polski.
W ramach Medicover w Polsce działają m.in.:
- centra medyczne Medicover – oferują usługi z zakresu wielu dziedzin medycyny, są wyposażone w sprzęt diagnostyczny i strefy przeznaczone dla dzieci[5]. Obecnie funkcjonuje ponad 40 centrów medycznych Medicover[6].
- Medicover Benefits – rozwiązanie służące do budowania zaangażowania pracowników. W ramach jednej platformy łączy kafeterię, rozwiązania wellbeingowe, docenianie, komunikację i budowanie społeczności wśród pracowników, a także ich rozwój[7].
- Medicover Optyk, OKKO[8] – sieć salonów optycznych, zlokalizowanych m.in.: w Warszawie, Poznaniu, Wrocławiu, Łodzi, Katowicach, Krakowie i Gdańsku. We wszystkich salonach Medicover Optyk znajdują się gabinety optometryczne[9].
- Medicover Sport (dawniej OK System) – program sprzedaży usług dla poprawy kondycji fizycznej, rekreacji, zdrowia i urody. Współpracuje z firmami partnerskimi na terenie Polski. Na mocy umów partnerskich oferuje pakiety sportowe – karty sportowe umożliwiające korzystanie z gamy usług sportowych, rekreacyjnych i prozdrowotnych[10].
- kluby fitness i siłownie – Medicover jest właścicielem ponad 130 klubów fitness i siłowni pozyskanych na drodze akwizycji i funkcjonujących pod markami, jak m.in.: Well Fitness, Just GYM, McFIT[11][12][13].
- Medicover Ubezpieczenia – oferta ubezpieczeń w zakresie opieki zdrowotnej dla klientów indywidualnych i korporacyjnych[14].
- Szpital Medicover[15] – funkcjonuje w warszawskim Wilanowie od 2009 roku. W szpitalu działa szereg specjalistycznych oddziałów. Szpital zatrudnia doświadczony zespół specjalistów: lekarzy, pielęgniarek, położnych, techników oraz pracowników administracyjnych, który świadczy pomoc medyczną na najwyższym światowym poziomie. W ciągu 14 lat istnienia (od 2009 roku) Szpital Medicover przyjął niemal 500 000 pacjentów i powitał na świecie ponad 11 000 noworodków. Szpital Medicover jest krajowym liderem w wykorzystaniu robota da Vinci[16], a także wiodącym ośrodkiem w diagnozowaniu i leczeniu endometriozy oraz kompleksowej opiece nad pacjentkami ginekologicznymi w Polsce. Od 2018 roku przeprowadzono tu ponad 2000 operacji chirurgicznych w asyście robota da Vinci. W uznaniu za ten wynik firma Synektik, dystrybutor robotów da Vinci, przyznał szpitalowi certyfikat „Ekspert da Vinci”, który potwierdza rekordową liczbę innowacyjnych zabiegów, oraz drugi certyfikat, zaświadczający o bezpieczeństwie systemu chirurgii robotycznej w szpitalu. Najbardziej doświadczonym operatorem da Vinci w Polsce (ponad 1500 wykonanych zabiegów) pozostaje dr n. med. Paweł Salwa, Kierownik Oddziału Urologii w Szpitalu Medicover[17]. Od lutego 2023 roku Szpital Medicover, jako jedyny prywatny ośrodek medyczny w Polsce, oferuje zabieg przy użyciu metody MRg FUS, która pozwala na leczenie drżenia samoistnego i parkinsonowskiego[18]. Kompetencje placówki potwierdzają liczne certyfikaty i akredytacje, w tym ISO 9001:2015 i akredytacja Ministerstwa Zdrowia (z najwyższym wynikiem w Polsce – 96 proc.)[19]. Klinika Położnictwa Szpitala Medicover regularnie zajmuje czołowe miejsce w rankingu prowadzonym przez Fundację Rodzić po Ludzku. Wskaźnik satysfakcji pacjentów (NPS) korzystających z usług szpitala sięga 97, zaś w przypadku Kliniki Ginekologii w ostatnim kwartale osiągnął 100 (wynik maksymalny, każdy pacjent jest gotów polecić klinikę). Szpital Medicover współpracuje z Uczelnią Łazarskiego. Na mocy podpisanej umowy lekarze Oddziałów Chirurgii Ogólnej, Kardiologii, Kardiochirurgii, Ginekologii, Położnictwa oraz Anestezjologii i Intensywnej Terapii kształcą studentów kierunku lekarskiego.
- Rehasport – kliniki medycyny sportowej, zlokalizowane w Warszawie, Poznaniu, Gdańsku i Koninie. Obejmują także sieć Licencjonowanych Ośrodków Rehabilitacyjnych w stu miejscach w Polsce. Od 2013 roku w Poznaniu działa także szpital ortopedyczny. Rehasport był pierwszym ośrodkiem w Polsce wpisanym na światową listę FIFA Medical Centre of Excellence, na której znajdują się ośrodki specjalizujące się w leczeniu narządów ruchu. Posiada również akredytację Australijskiego Instytutu Sportu na leczenie reprezentantów tego kraju przebywających w Europie[20][21]. W klinice rozwijana jest m.in. technologia wirtualnej rzeczywistości w obszarze operacji ortopedycznych (RSQ HOLO)[22].
- Centrum Medyczne Damiana – obecne na rynku od 1994 roku, oferuje szeroki zakres opieki medycznej dla dzieci i dorosłych w 12 placówkach i w szpitalu. Placówki Centrum Medycznego Damiana znajdują się w Warszawie, Piasecznie. Centrum Medyczne Damiana jest placówką akredytowaną przez Centrum Monitorowania Jakości w Ochronie Zdrowia. Uzyskało certyfikat „Szpitala bez Bólu”, a w 2010 roku szpital został umieszczony na mapie Światowej Organizacji Zdrowia (WHO), na której znajdują się szpitale uczestniczące w programie wdrożenia Okołooperacyjnej Karty Kontrolnej, której celem jest poprawa bezpieczeństwa medycznego pacjentów podczas operacji[23][24]. Od grudnia 2021 r. Centrum rozwija działalność w obszarze psychiatrii i psychologii w placówkach działających pod szyldem Mind Health Centrum Zdrowia Psychicznego.
- Centrum Zdrowia Psychicznego MindHealth (dawniej Allenort) – zespół centrów psychiatrycznych, składający się z sześciu centrów zdrowia psychicznego w Warszawie, Białymstoku, Gdańsku, Gdyni, Katowicach, Krakowie, Poznaniu, Rzeszowie i Wrocławiu, specjalistycznej poradni psychologiczno-pedagogicznej w Warszawie i pierwszego prywatnego szpitala psychiatrycznego w Polsce (Mazowiecki Szpital im. Antoniego Kępińskiego). W 2022 r. wszystkie obiekty dołączyły do portfolio Medicover i funkcjonują pod marką Mind Health[25].
- Grupa Neomedic – sieć szpitali o profilu położniczo-ginekologicznym zlokalizowana na południu Polski (Kraków, Nowy Sącz)[26]. Neomedic dysponuje także wielospecjalistycznymi przychodniami kompleksowej opieki medycznej[27].
- Centrum Medyczne MML (CM MML) – centrum wyspecjalizowane w szerokoprofilowej diagnostyce i leczeniu schorzeń w obrębie głowy i szyi oraz górnych dróg oddechowych. Centrum MML działa od 2005 roku w Warszawie. Dysponuje dziewięcioma gabinetami diagnostyczno-zabiegowymi oraz oddziałem szpitalnym z salami operacyjnymi[28].
- Care Experts (dawniej Medicover Senior) – powstała w 2009 roku gałąź działalności oferowana osobom po 67. roku życia, na którą składają się: dom opieki „Józefina” w podwarszawskim Józefowie, opieka paliatywna, turnusy rehabilitacyjne oraz opieka domowa dla osób starszych[29].
- Grupa CTD Medicus – prywatny dostawca usług medycznych na terenie legnicko-głogowskim. Grupa CDT Medicus rozpoczęła działalność w 1992 roku i składa się z sześciu spółek. Obejmuje swym działaniem: 2 szpitale CDT Medicus, 13 przychodni (koncentrujących się głównie na podstawowej opiece zdrowotnej) oraz 3 laboratoria diagnostyczne (w tym laboratorium histopatologiczne i cytologiczne)[30].
- Nasz Lekarz – centra medyczne zlokalizowane są w Toruniu i Bydgoszczy. Funkcjonują na rynku opieki medycznej i diagnostyki od ponad 25 lat, obsługując pacjentów NFZ, ubezpieczeniowych i prywatnych. W kwietniu 2022 roku Medicover ogłosił przejęcie przez obszar Diagnostic Services części ośrodka Nasz Lekarz odpowiedzialnej za badania kliniczne. Ośrodek Badań Klinicznych Nasz Lekarz to największy ośrodek badawczy w województwie kujawsko-pomorskim, który uczestniczył w ponad 600 badaniach klinicznych od I do IV fazy. Toruńska przychodnia ambulatoryjna, która od 13 września br. oficjalnie zasila obszar Medicover Healthcare Services, zapewnia szeroki zakres usług obejmujących m.in.: medycynę pracy, medycynę sportową, POZ dla dzieci i dorosłych, dermatologię, laryngologię, ginekologię, dietetykę, chirurgię, badania laboratoryjne, diagnostykę endoskopową, USG i punkt szczepień[31].
- Dom Lekarski – centrum powstałe w 2001 roku. Dom Lekarski to 5 ośrodków w Szczecinie, w których odbywają się konsultacje specjalistyczne: Przychodnia Turzyn, Struga, Piastów z oddziałem szpitalnym i salą operacyjną, Przychodnia Rydla oraz Szpital Gombrowicza, będący niezależnym centrum zabiegowym. Fundamentem działalności Domu Lekarskiego jest przeprowadzanie wysokospecjalistycznych zabiegów. Większość oferowanych zabiegów to procedury jednego dnia. Kluczowymi specjalizacjami są: okulistyka, ortopedia i ginekologia[32].
- Medicover Stomatologia – sieć centrów stomatologicznych, które oferują kompleksowy zakres usług dentystycznych w Polsce i Niemczech. Oferta Medicover Stomatologia obejmuje usługi z zakresu m.in. stomatologii zachowawczej, implantologii, protetyki, ortodoncji czy stomatologii dziecięcej[33]. Ponadto Medicover jest właścicielem lokalnych marek stomatologicznych, pozyskanych na drodze akwizycji. Są to: Addent, Ambasada Uśmiechu, Centrum Uśmiechu, Dens, DentaCare, Dental-Sense, Dentim, Impladent, Kraina Zdrowego Uśmiechu, ORTHO-ESTHETICO[34], Orto-Aidi[35], Poliklinika „Pod Szyndzielnią”, Prestige Dent, Royal Dent, S-dent[36], Sokołowcy „Dentyści z Pasją”, StomaDental, Studio Ortodoncji Cyfrowej, Śmigiel Implant Master Clinic, YELLOW-MED, Ortodoncja BECKER, Czar-Dent, MeinDentist[37] oraz DDent[38]. Centra stomatologiczne działające pod tymi markami są częścią portfolio Medicover Stomatologia[39].
- Invimed – sieć klinik leczenia niepłodności, obecna na rynku od 2001 roku. W 2022 roku posiadała placówki w Warszawie, Wrocławiu, Poznaniu, Gdyni i Katowicach[40].
- Apteki Medicover – działające przy wybranych centrach medycznych Medicover, klinikach leczenia niepłodności oraz oddziałach Centrum Medycznego Damiana. Apteki znajdują się w pięciu miastach w Polsce: Gdańsku, Poznaniu, Krakowie, Wrocławiu i Warszawie[41].
- Fundacja Medicover – inicjuje i prowadzi międzynarodowe programy profilaktyczne oraz kampanie społeczne, które dotyczą problemów zdrowotnych i medycznych. Fundacja została powołana w 2007 roku. W 2021 roku zrealizowała 29 projektów i akcji wolontariackich, pomagając ponad 50 000 beneficjentów oraz współpracowała ze 150 instytucjami, szkołami, organizacjami i fundacjami[42].
- Medistore – sklep internetowy dopasowany do potrzeb zdrowotnych indywidualnych klientów. Oferuje zakup wizyty u lekarza specjalisty, indywidualne pakiety medyczne, przeglądy stanu zdrowia, a także badania diagnostyczne[43].

## Historia
Na początku lat 90. XX wieku Bengt Beckmann, szwedzki przedsiębiorca prowadzący w Kenii firmę medyczną Africa Air Rescue (AAR), przyjechał do Polski razem ze swoją żoną, Marią Sapiehą w związku z problemami zdrowotnymi jej ojca – Eustachego Seweryna Sapiehy. Bengt postanowił założyć w Polsce firmę oferującą prywatną opiekę medyczną w standardzie premium. Zaprosił do zainwestowania w nowy biznes przyjaciela rodziny, Jonasa af Jochnicka (założyciela Oriflame). Wraz z nim do zespołu dołączył Fredrik Rågmark (do maja 2025 r. CEO Medicover). Obecnie funkcję CEO Medicover pełni John Stubbington. 
Kalendarium:
- 1995 – otwarcie pierwszej kliniki w Warszawie. Podpisanie pierwszej korporacyjnej umowy na opiekę medyczną.
- 1996 – otwarcie pierwszej kliniki Medicover w Rumunii
- 1997 – Medicover wchodzi na rynek węgierski
- 2004–2007 – Medicover wdraża kompleksową Elektroniczną Dokumentację Medyczną
- 2005 – otwarcie pierwszej Apteki Medicover (Apteka Medicopharma)
- 2007 – pierwsza zdalna konsultacja z lekarzem za pośrednictwem platformy telemedycznej
- 2008 – pierwsza edycja raportu „Praca. Zdrowie. Ekonomia”
- 2009 – otwarcie Szpitala Medicover na warszawskim Wilanowie
- 2009 – Centrum Medyczne Damiana, prywatna firma medyczna obecna w Polsce od 1994 roku, dołącza do Medicover
- 2011 – otwarcie Szpitala Medicover w Rumunii
- 2013 – otwarcie pierwszego domu opieki dla seniorów
- 2013 – kliniki leczenia niepłodności Invimed dołączają do Medicover
- 2014 – kliniki leczenia niepłodności Intersono dołączają do Medicover
- 2014 – Medicover rozpoczyna działalność na Ukrainie
- 2015 – Rehasport Clinic dołącza do Medicover
- 2015 – otwarcie salonów optycznych Medicover Optic w Polsce
- 2015 – rozpoczęcie działalności w obszarze leczenia niepłodności w Indiach
- 2016 – powstaje program kafeteryjny – marka Medicover Benefits
- 2016 – Medicover przejmuje Dr Luca – klinikę medyczną w Rumunii
- 2016 – pierwsza akwizycja stomatologiczna – DentaCare dołącza do Medicover
- 2017 – Medicover łączy się z Max Cure – siecią szpitali w Indiach
- 2017 – Klinika Prestige Dental – Europejskie Centrum Implantologii i Stomatologii Estetycznej we Wrocławiu dołącza do Medicover[47]
- 2017 – Medicover przejmuje Iowemed Medical Center w Rumunii
- 2018 – Medicover rozpoczyna współpracę ze szpitalem Pelikan, dostawcą usług medycznych w północno-zachodniej Rumunii
- 2018 – Medicover Polska wchodzi na rynek fitness – przejmuje OK System, operatora pakietów sportowych
- 2018 – Medicover posiada ponad 100 gabinetów stomatologicznych, zlokalizowanych przede wszystkim w największych miastach; ponadto przejmuje: Stoma-Dental, Yellow-MED i Royal Dent[48]
- 2018 – Medicover podpisuje umowę przejęcia Phoenix Medical Centre, jednego z wiodących prywatnych dostawców usług opieki zdrowotnej w Oltenia w Rumunii
- 2018 – Ranking Lekarzy, portal internetowy profili kadry medycznej, dołącza do Medicover
- 2019 – Neomedic dołącza do Medicover – sieć rozszerza się o trzy nowe szpitale
- 2019 – kliniki stomatologiczne Śmigiel Implant Master Clinic, Addent, Dentim, S-Dent, Dens, ORTO-AIDI dołączają do Medicover Stomatologia[49]
- 2020 – powstaje marka Medicover Sport
- 2020 – Medicover rozszerza sieć klubów fitness o partnerstwo franczyzowe ze znaną marką Calypso, obecnie Well Fitness (2023)[50]
- 2020 – Medicover przejmuje Fitness World w Polsce – sieć 20 klubów fitness i siłowni
- 2020 – Medicover Stomatologia powiększa swoje portfolio o kolejne kliniki: Dental Sens, Centrum Uśmiechu i Krainę Zdrowego Uśmiechu[51]
- 2020 – powstaje kompleksowe rozwiązanie do dbania o zdrowie pracowników – Medicover Zdrowa Firma dla B2B
- 2021 – marka Medicover Hospitals posiada w swoim portfolio ponad 20 wielospecjalistycznych szpitali w Indiach
- 2021 – Medicover Polska zostaje właścicielem Holmes Place Poland – marki premium klubów fitness i siłowni
- 2021 – Medicover Polska inwestuje w sieć centrów medycznych Dom Lekarski w województwie zachodniopomorskim
- 2021 – Medicover Rumunia ogłasza nową inwestycję typu greenfield w Bukareszcie (rozwój ultranowoczesnego szpitala)
- 2021 – Medicover zostaje większościowym udziałowcem Centrum Medycznego MML
- 2021 – Medicover inwestuje w SellmersDiers – jeden z trzech największych europejskich banków nasienia z siedzibą w Danii[52]
- 2021 – Medicover przejmuje Klinikk Hausken, sieć klinik IVF – lidera leczenia niepłodności z Norwegii
- 2021 – Medicover podwaja liczbę klubów fitness – w swoim portfolio posiada już 70 obiektów klubów fitness i siłowni (m.in. Just GYM, Fit Forma, Holmes Place Poland)
- 2021 – Medicover podpisuje umowę przejęcia Grupy CDT Medicus – legnicko-głogowskiego prywatnego dostawcy usług medycznych
- 2021 – Centrum Medyczne Damiana i Medicover wprowadzają nową markę w obszarze psychologii i psychiatrii – Centrum Zdrowia Psychicznego MindHealth
- 2021 – Medicover Stomatologia wprowadza koncept Rytuału Uśmiechu oraz przejmuje kolejne kliniki: Orthoesthetica i Impladent[53][54]
- 2022 – Medicover rozwija swoją działalność w Rumunii poprzez zakup szpitala Polaris Medical oraz centrum medycznego MediPlus
- 2022 – Medicover przejmuje sieć klubów fitness Premium Fitness & Gym
- 2022 – Medicover dokonuje akwizycji spółki Bellevue Polska, prowadzącej w Polsce salony Lynx Optique[8]
- 2022 – do portfolio Medicover Stomatologia dołączyło Centrum Implantologii i Stomatologii Estetycznej CZAR-DENT z Białegostoku[55]
- 2022 – W ramach wspólnej transakcji dywizji Diagnostic Services i Healthcare Services Medicover przejmują działalność z zakresu badań klinicznych prowadzoną w ramach ośrodka Nasz Lekarz. Medicover podpisuje też umowę nabycia lokalnej przychodni pod szyldem Nasz Lekarz[31]
- 2022 – Medicover przejmuje sieć specjalistycznych centrów zdrowia psychicznego wraz ze szpitalem psychiatrycznym Allenort[25]
- 2022 – Medicover Rumunia z akwizycją sieci klinik Laurus Medical[56]
- 2022 – Medicover przejmuje McFIT Polska i rozszerza sieć fitness do ponad 100 klubów[57]
- 2022 – Medicover Stomatologia podpisuje umowę przejęcia jednej z wiodących sieci stomatologicznych w Niemczech – MeinDentist – i rozszerza swoją działalność o największy rynek stomatologiczny w Europie[37]
- 2022 – Medicover Stomatologia finalizuje akwizycję DDent, wiodącej sieci w regionie północnych Niemiec[58]
- 2022 – W grudniu Medicover finalizuje przejęcie spółki Smart Platinium, sportowego giganta klubów fitness i siłowni działających pod markami Platinium Fitness i Smart Gym. W wyniku akwizycji sportowe portfolio Medicover powiększyło się o dziesięć klubów Platinium Fitness w Krakowie i osiem klubów Smart Gym na Górnym Śląsku[38]
- 2022 – W grudniu Medicover finalizuje przejęcie spółki Smart Platinium – sportowego giganta klubów fitness i siłowni działających pod markami Platinium Fitness i Smart Gym. W wyniku akwizycji sportowe portfolio Medicover pozwiększy się aż o dziesięć klubów Platinium Fitness w Krakowie i osiem klubów Smart Gym na Górnym Śląsku[59]
- 2022 – W grudniu Medicover dokonuje akwizycji klubu fitness KIKO+ zlokalizowanego w Głogowie[60]
- 2022 – Medicover Stomatologia przejmuje kliniki: Czar-Dent Implantologia i Ambasada Uśmiechu[61]
- 2022 – Medicover otwiera nowy szpital w Indiach w Begumpet
- 2023 – W styczniu Medicover dokonuje akwizycji centrum stomatologicznego Sokołowscy „Dentyści z pasją” z Olsztyna[62]
- 2023 – w kwietniu przejęcie czterech klubów fitness marki UP z Poznania i Swarzędza, które po rebrandingu funkcjonują pod marką Well Fitness[63].
- 2023 – w sierpniu w Krakowie w Brain Park przy ul. Fabrycznej 1 otwarto trzecie centrum medyczne Medicover oraz szósty salon optyczny Medicover Optyk[64].
- 2023 – w październiku otwarto pierwsze centrum medyczne Medicover w Olsztynie[65].
- 2023 – otwarcie nowych szpitali w ramach Medicover Rumunia: Oradea i Cluj-Napoca
- 2023 – rebranding klubu Holmes Places, należącego do Medicover, i zmiana nazwy na Stellar[66]

## Rankingi i nagrody
- Wyróżnienie na liście Diamentów Forbesa woj. mazowieckiego (2019[67], 2022)[68]
- Tytuł „Najlepszy produkt dla korporacji” w rankingu „Gazety Finansowej” (2021, 2022)[68]
- Wyróżnienie „Dobra Marka” (2021)[69]
- Nagroda „Biały Listek CSR Polityki” nadany przez tygodnik „Polityka” (2021)[70]
- Tytuł Marka Godna Zaufania (2019[71], 2020, 2023[potrzebny przypis])
- Tytuł „Gwiazda Jakości Obsługi” (2020[72], 2021[73], 2022[74], 2023[75])[68]
- Tytuł „Najlepszy produkt dla MŚP” w raporcie Turbiny Polskiej Gospodarki „Gazety Finansowej” (2017[76], 2018[77], 2019[78], 2021[79], 2022[79], 2023[80])[81][68]
- Tytuł „TOP MARKA” (2019–2020)[82][83][84]
- Tytuł „Superbrands 2016/2017” i „Superbrands Created in Poland 2016/2017”[85]
- Tytuł Lider Informatyki 2017[86]
- Tytuł Marka Wysokiej Reputacji – Premium Brand (2018)[87]
- Tytuł „Najlepszy Partner w Biznesie” (2018)[88]
- Zwycięzca w konkursie Wellpower (2018)[89]
- Pierwsze miejsce w Rankingu „Prywatna opieka medyczna 2019”[90]
- Tytuł „Lider Jakości Obsługi Klienta 2023” w rankingu „Gazety Finansowej”[91]